# Bellagio (kasino)

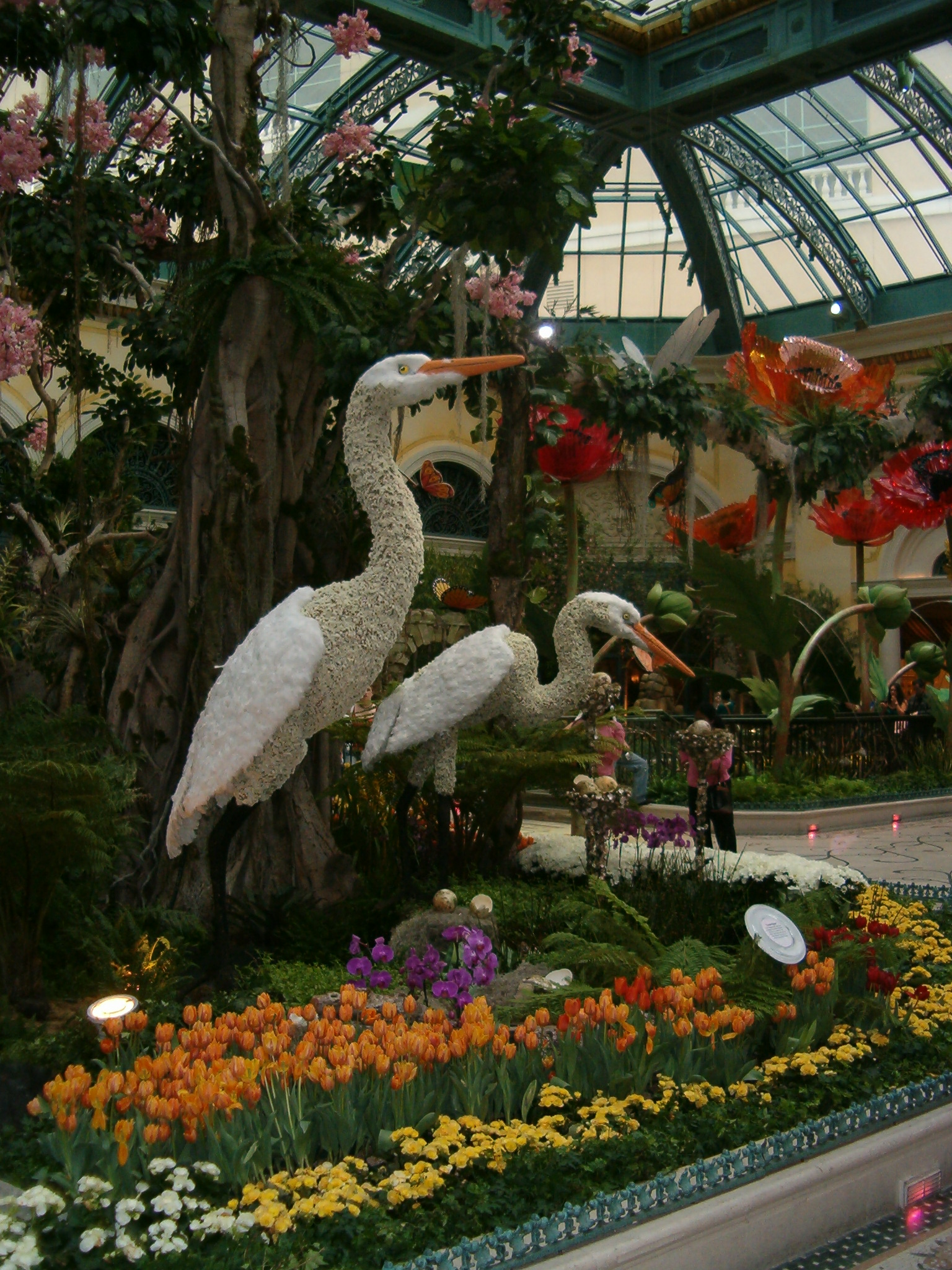
Konservatoriet.

Bellagio är ett lyxhotell och kasino på kasinogatan Las Vegas Strip i Las Vegas. Det byggdes på platsen för det tidigare kasinohotellet Dunes och öppnade den 15 oktober 1998. Det är bland annat känt för sin 32 000 kvadratmeter stora bassäng med musiksatt fontänspel, Fountains of Bellagio.
Bellagio byggdes av Mirage Resorts under ledning av Steve Wynn. År 2000 förvärvades Mirage Resorts av MGM Grand Inc. för att skapa MGM Mirage. MGM Mirage heter nu MGM Resorts International och äger fortfarande Bellagio. Hotellet sysselsätter ungefär 10 000 personer och har 3 933 rum. Det har belönats med fem stjärnor av American Automobile Association (AAA) och fyra stjärnor av Mobil Guide. Två av hotellets restauranger, Le Cirque och Picasso, har belönats med fem stjärnor av AAA. Lobbyns tak pryds av Dale Chihulys konstverk Fiori di Como, 2 000 handblåsta glasblommor.
Bellagios kasino tar upp 10 800 kvadratmeter.  Det är särskilt populärt bland pokerspelare, och Bellagio har flera gånger varit värd för World Poker Tours turneringar. På kasinot finns "Bobby's Room", uppkallat efter Bobby Baldwin (World Series of Poker-vinnare och tidigare chef för Bellagio), där det spelas poker för några av världens högsta insatser.
På hotellet finns ett växthus och en botanisk trädgård.
Bellagio ligger i området Paradise i Clark County i Nevada.

## Bildgalleri

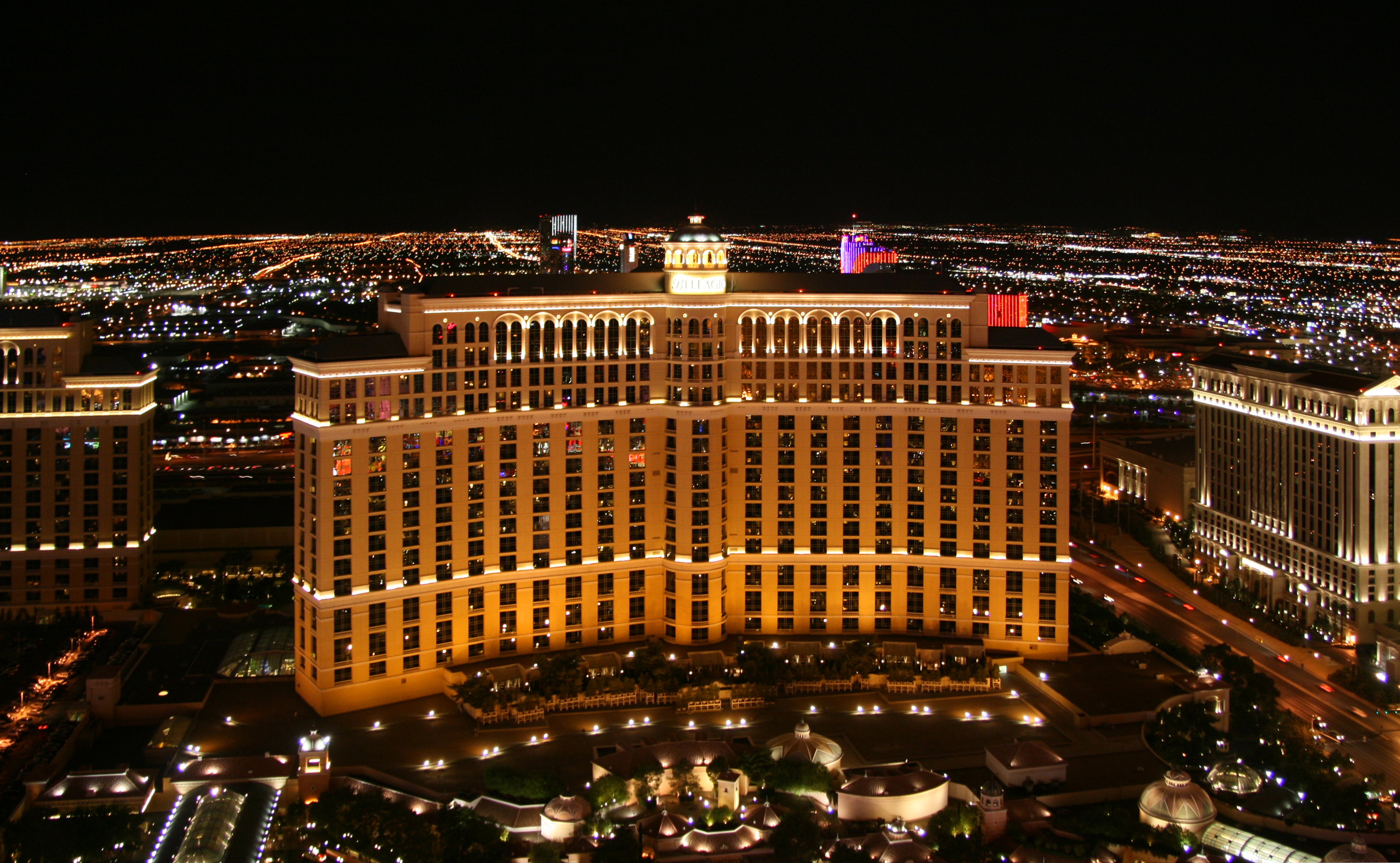
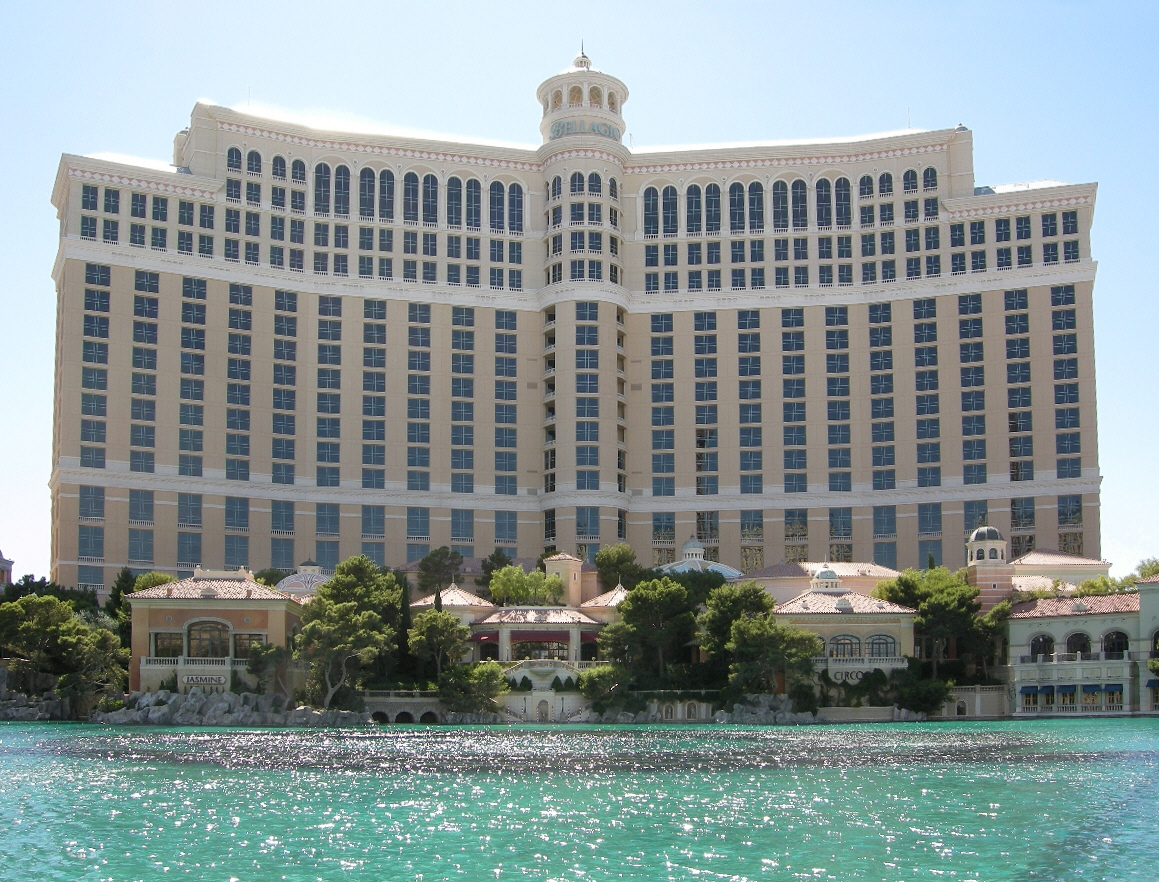
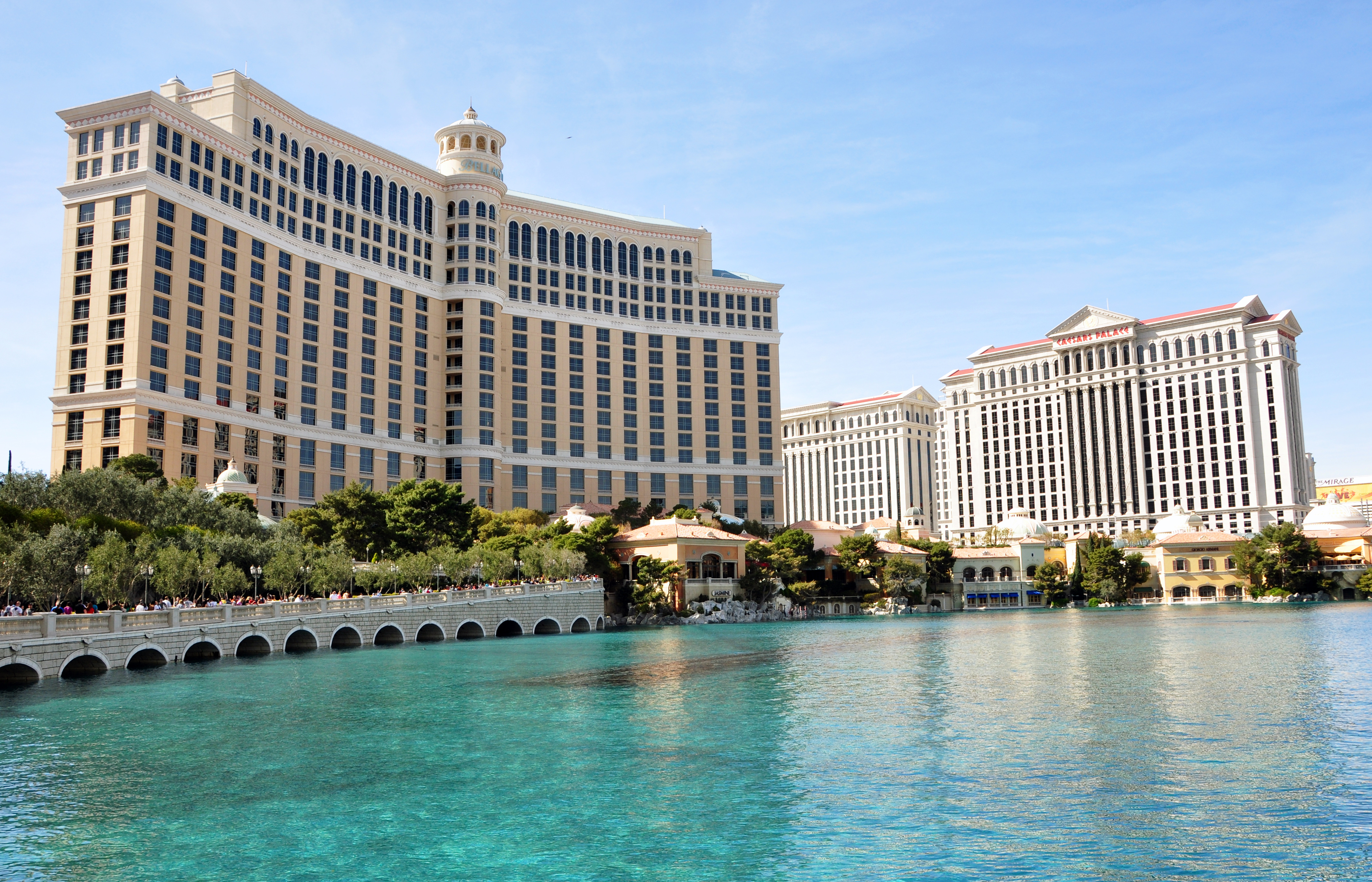
Bellagio och Caesars Palace.
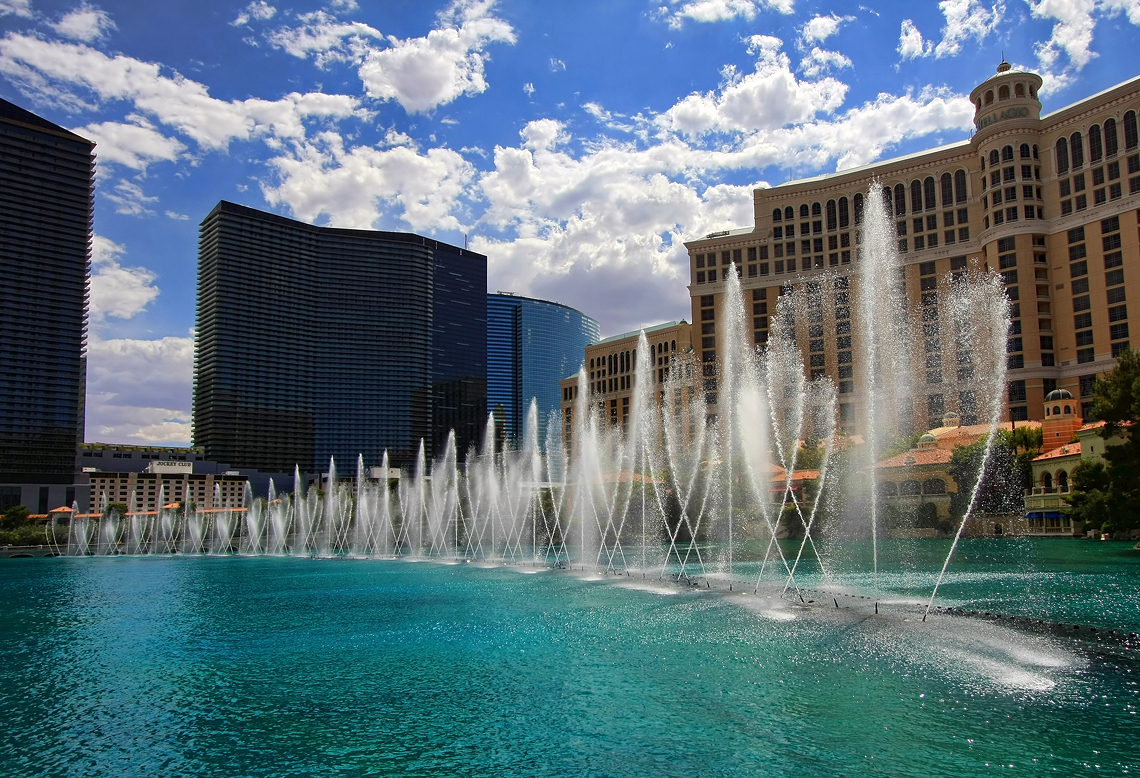
Bellagio Fountains fotograferad på dagen.
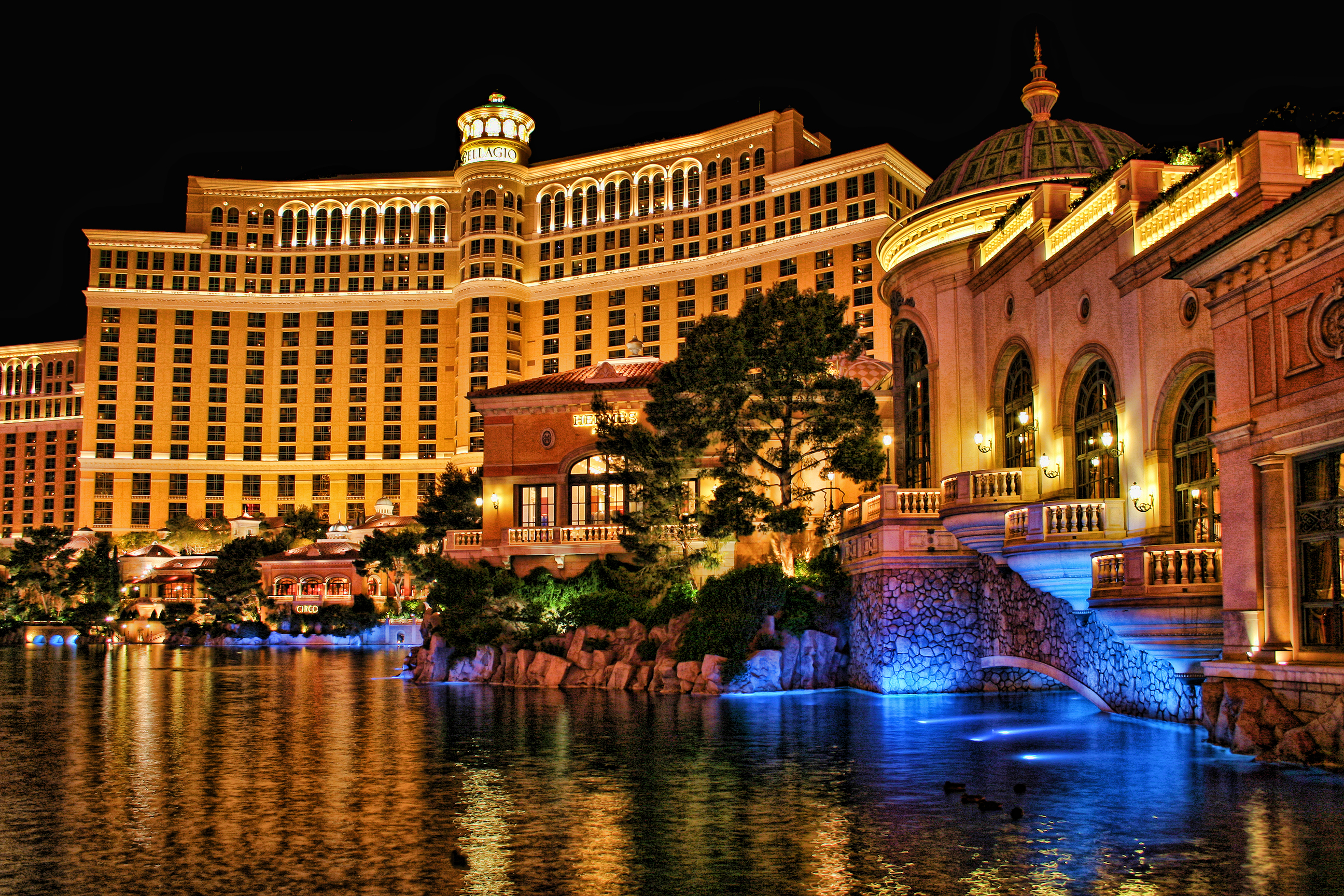
Bellagio Casino och hotel fotograferad på natten.
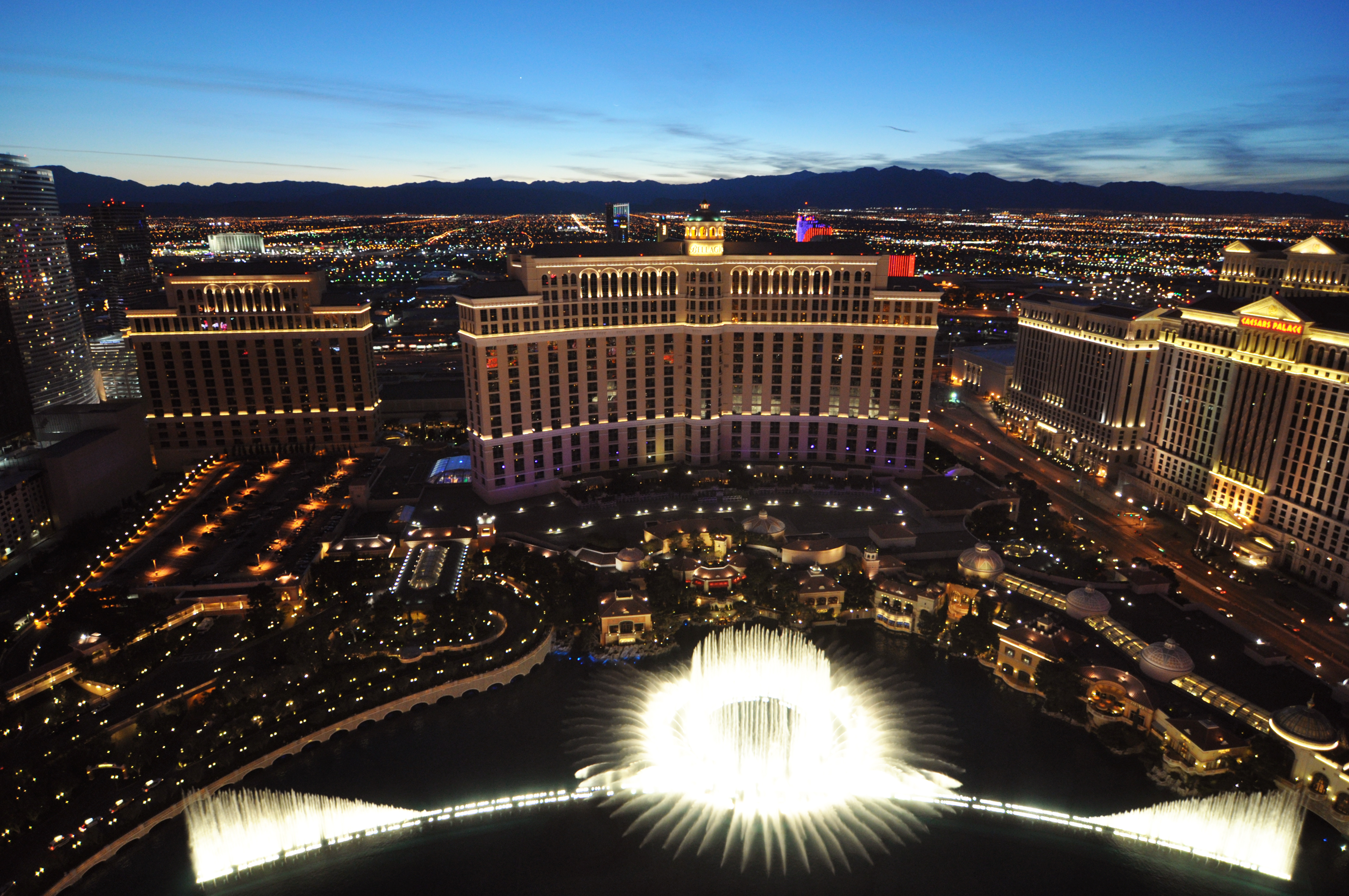
Fountains of Bellagio från Paris Las Vegas hotel.
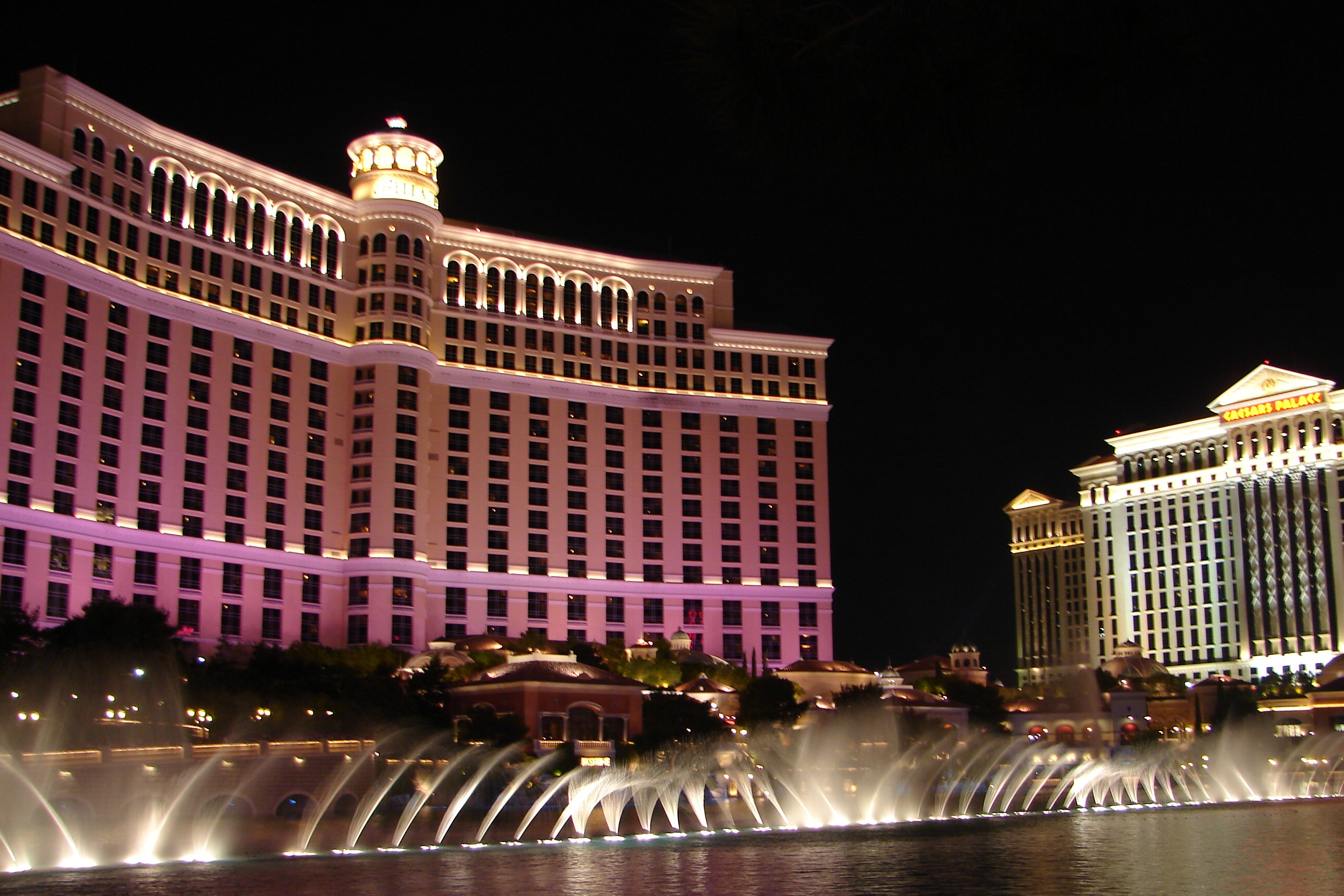
Bellagio och Caesars Palace med fontänen I förgrunden.
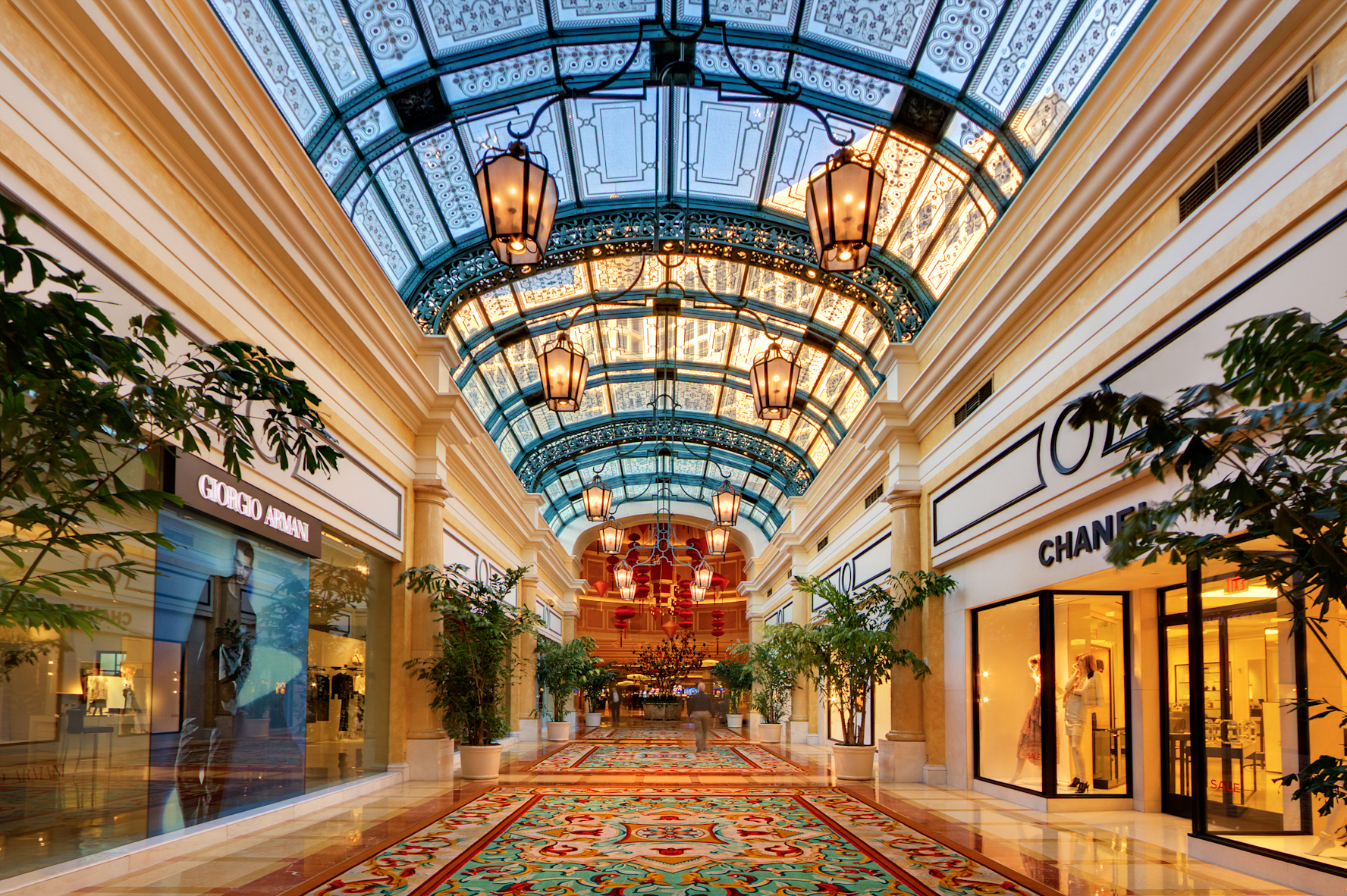